# Gobierno Revolucionario de la Fuerza Armada
El Gobierno Revolucionario de la Fuerza Armada (GRFA) fue una dictadura militar instaurada en Perú tras el golpe de Estado del 3 de octubre de 1968. El GRFA se caracterizó por distanciarse tanto de las posiciones capitalistas como las comunistas en el marco de la Guerra Fría optando por una "tercera vía a la peruana" con una inclinación al socialismo desde una perspectiva "humanista y cristiana".
Tras el golpe de Estado, la Junta Militar, liderada por el general Juan Velasco Alvarado, nombró a Velasco como presidente de facto de la dictadura. Durante la etapa velasquista se promovieron reformas de carácter nacionalista, humanista, corporativista, populista, natalista y desarrollista que dieron un impacto profundo en la sociedad del país, como la promulgación de la reforma agraria, la reforma educativa, la declaración del quechua como idioma oficial a nivel nacional, la promoción de la natalidad, el incremento de los derechos laborales (con el subsecuente impulso de la colaboración de clases), el empoderamiento de los pueblos indígenas del país, la nacionalización de los recursos naturales y la expropiación de empresas y medios de comunicación privados. Sin embargo, algunas medidas, como la nacionalización de los recursos naturales y la expropiación de empresas, generaron una fuerte crisis económica que provocaron el aislamiento internacional del país.  
Como respuesta a esta situación, el agravamiento de la crisis luego del denominado Limazo y el dilema sucesorio tras el agravamiento de la enfermedad de Velasco, en agosto de 1975 se dio el Tacnazo, un golpe de Estado promovido por el general de división Francisco Morales Bermúdez. Aunque en un principio el gobierno de Morales Bermúdez tuvo una posición reformista con algunos cambios a las medidas de su predecesor, especialmente tras el intento de golpe de Estado de 1976 tomó un rumbo conservador para 1977. En 1978, el nuevo gobierno convocó a una Asamblea Constituyente, la cual promulgó una nueva constitución en 1979, así como también fueron convocadas elecciones democráticas en 1980. De esta manera, concluyó el docenio militar, con la segunda llegada de Fernando Belaúnde Terry a la presidencia del país.

## Antecedentes
En la década de 1950, varios gobiernos de tinte nacionalista en América Latina iniciaron procesos de modernización social y económica, promoviendo la teoría económica del desarrollismo, la cual promovía reformas agrarias, la industrialización por medio de la sustitución de importaciones y el aprovechamiento de los ingresos producto de la explotación de recursos naturales. Tal es el caso del Nuevo Ideario Nacional en Venezuela, la Revolución Boliviana de 1952, el segundo gobierno de Carlos Ibáñez del Campo en Chile, el Plan de Desarrollo Nacional de Juscelino Kubitschek en Brasil, entre otros.
En Perú, la victoria electoral en 1962 de Víctor Raúl Haya de la Torre, jefe del Partido Aprista Peruano, fue anulada por un golpe de Estado. El programa de gobierno del aprismo planteaba una transformación del país, apostaba por la reforma agraria para acabar con el régimen de servidumbre sobre los indígenas que todavía existía en las haciendas. La Junta Militar de 1962 convocó a nuevas elecciones para el año siguiente, en las cuales resultó victorioso Fernando Belaúnde Terry, quien derrotó a Haya, con un plan de gobierno que también planteaba reformar el país y establecer nuevos contratos sobre la explotación de recursos naturales, sobre todo el petróleo.
A pesar del apoyo decidido de las Fuerzas Armadas a las reformas prometidas por el nuevo gobierno, Belaúnde no pudo cumplir con la promesa de reforma agraria ni la de resolver el conflicto sobre la propiedad del petróleo peruano, entre otras razones, por la férrea oposición parlamentaria del APRA y del partido de derechas UNO, liderado por Manuel Odría, antiguo perseguidor de Haya.
Además, Belaúnde tuvo que hacer frente a la movilización campesina en Cusco liderada por Hugo Blanco y la irrupción de dos fuerzas guerrilleras en el país inspiradas por la victoria de la Revolución Cubana, el Ejército de Liberación Nacional (ELN) comandado por Héctor Béjar y Javier Heraud y el Movimiento de Izquierda Revolucionaria (MIR), liderado por un militante del APRA Luis de la Puente Uceda y Guillermo Lobatón.
Las Fuerzas Armadas, sobre todo el Ejército peruano, derrotaron rápida y contundentemente los focos guerrilleros del ELN y el MIR. Sin embargo, se percataron de la urgencia de reformas sociales y económicas en un país donde todavía existía una élite oligárquica e inmensos grupos marginados de pobres y de indígenas. Frente al fracaso del reformismo belaundista en democracia, los militares decidieron hacer los cambios ellos mismos con la idea de "hacer la revolución desde arriba para evitar que la hagan desde abajo".

## Gobierno de Juan Velasco Alvarado
La primera fase de la dictadura, autodenominada Gobierno Revolucionario de la Fuerza Armada, se inició con la presidencia de facto del comandante general del Ejército, general de división Juan Velasco Alvarado, quien derrocó al presidente Fernando Belaúnde Terry tras el escándalo del Acta de Talara y la Página 11 mediante un golpe de Estado, el 3 de octubre de 1968.

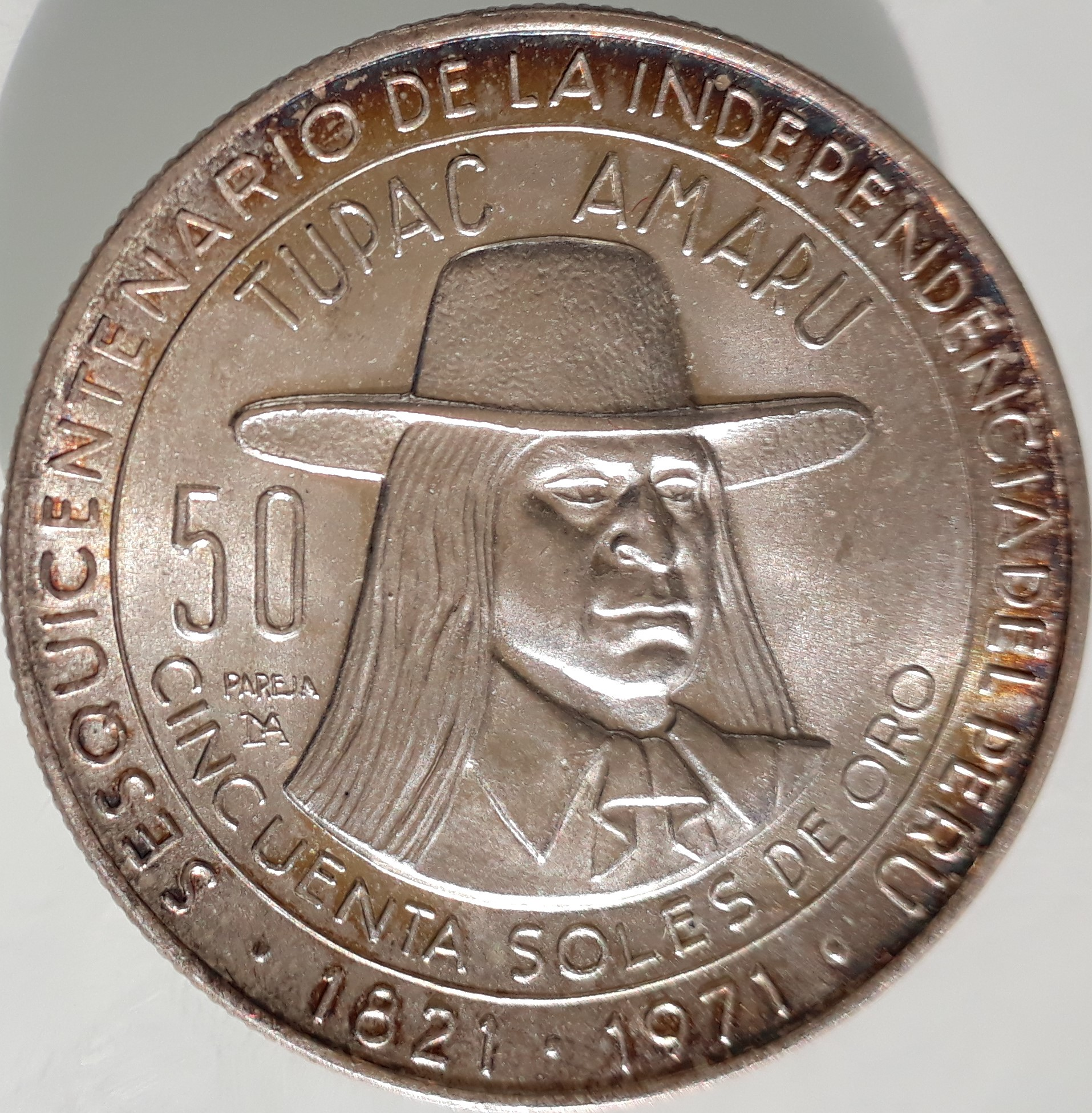
Moneda de 50 soles de oro con la efigie de Túpac Amaru II, escogido por Velasco como símbolo del gobierno revolucionario.

### Objetivos del régimen
De acuerdo con el Estatuto del Gobierno Revolucionario, se fijaban los siguientes objetivos:
1. Transformar la estructura del Estado, haciéndola más dinámica y eficiente para una mejor acción de gobierno.
2. Promover superiores niveles de vida, compatibles con la dignidad de la persona humana, a los sectores menos favorecidos de la población, realizando la transformación de las estructuras económicas, sociales y culturales del país.
3. Imprimir a los actos de gobierno un sentido nacionalista e independiente sustentado en la firme defensa de la soberanía y dignidad nacionales.
4. Moralizar el país en todos los campos de la actividad nacional y restablecer plenamente el principio de autoridad, el respeto a la Ley y el imperio de la Justicia.
5. Promover la unión, concordia e integración de los peruanos, fortaleciendo la conciencia nacional.

### Reformas velasquistas

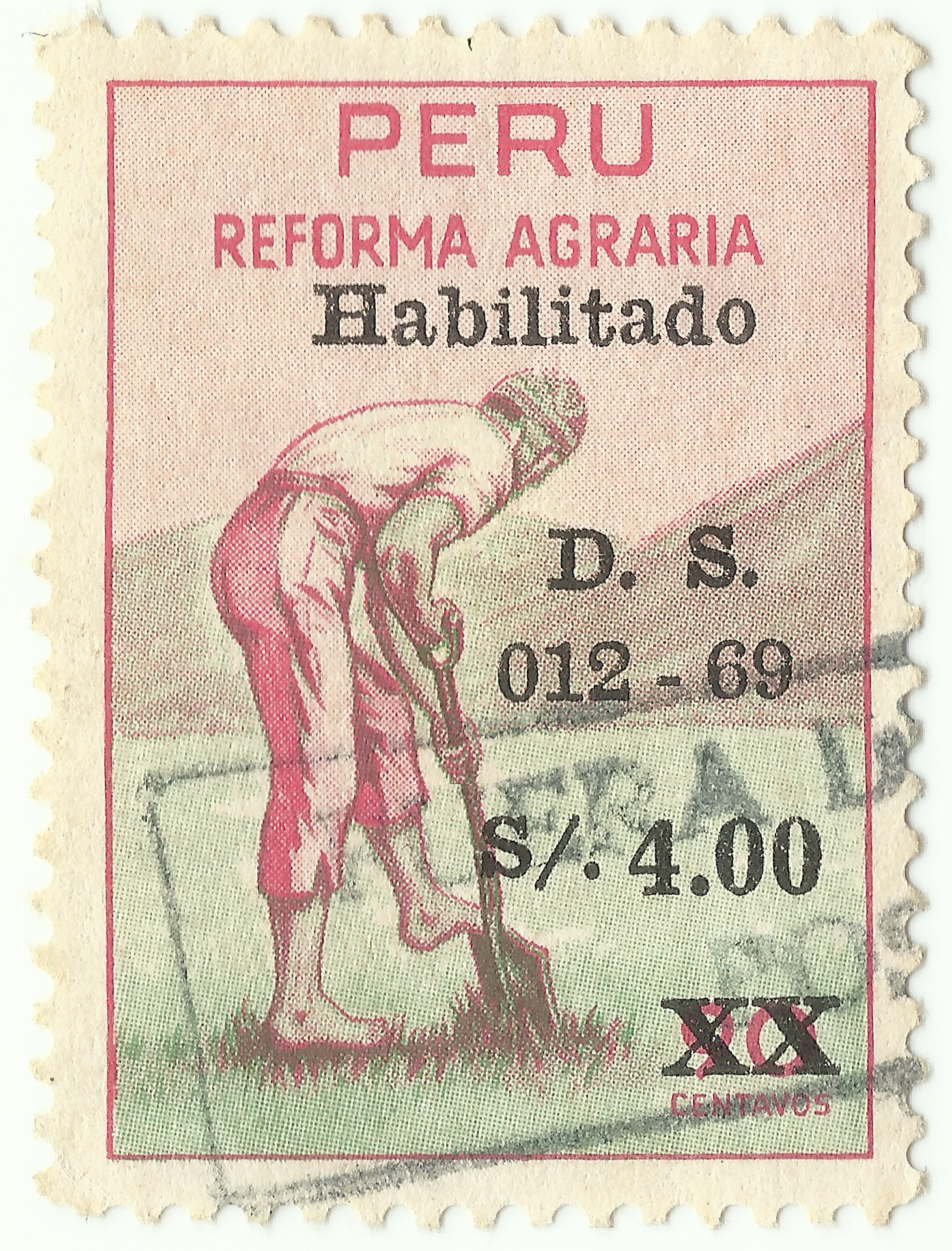
Sello postal peruano de 1969 conmemorando la reforma agraria peruana emprendida por el Gobierno Revolucionario de la Fuerza Armada dirigido por el general Juan Velasco Alvarado.

El gobierno de Juan Velasco Alvarado, a diferencia de otras dictaduras militares de la región, asumió un carácter nacionalista, humanista y desarrollista, distanciándose del capitalismo y del comunismo, realizando una serie de reformas que originaron un gran impacto en el desarrollo social y económico peruano, en todo caso una «revolución desde arriba».
También se creó el SINAMOS, entidad estatal creada «para crear una democracia social de participación plena» pero que sirvió como el partido político del régimen.
Entre las principales acciones de este gobierno estuvieron:
- La nacionalización y expropiación de los yacimientos petrolíferos de la IPC el 9 de octubre de 1968. Se organizó Petroperú, una empresa estatal ligada, por entonces, a todos los procesos de la explotación, refinación y distribución del petróleo.
- La reforma agraria (1969) que tuvo como objetivo frenar el movimiento campesino, crear un mercado interno y acabar con el poder de la oligarquía.[13]
- La nacionalización de sectores estratégicos de la economía como las minas, el petróleo y el acero y de los servicios públicos.
- El incremento de los derechos laborales, la creación de las Comunidades Industriales, con lo que se consolidaron los sindicatos. Se les asignó a los trabajadores acciones de los negocios y poder real y efectivo en la toma de decisiones de las empresas, un pilar del socialismo autogestionario, basado en la experiencia yugoslava. Este hecho fue posible porque el régimen contó con la participación de un núcleo de socialistas libertarios y cooperativistas como Jaime Llosa Larrabure, Gerardo Cárdenas, entre otros. Estos habían formado el Instituto de Estudios e Investigación de Cooperativas y Comunidades (Indeicoc), un instituto de carácter socialista libertario.[14]
- La expropiación de los medios de comunicación en 1974, medida que, a pesar de ser anunciada como una manera de entregar los medios de prensa a las «fuerzas vivas» del país, solo devino en una manera de violentar y suprimir el derecho a la libertad de prensa.
- La reforma educativa (1972), dirigida por el general Alfredo Carpio Becerra. Esta reforma cuestionó la enseñanza oficial (basada en la imposición de los puntos de vista de la élite) y la rigidez del sistema escolar imperante, se pretendía la reducción de las diferencias sociales en la educación, contribuyendo en cambio, a largo plazo, a la disminución de las calificaciones de los maestros (que en los años siguientes exigirían crecientes privilegios al organizarse en sindicatos). Por otro lado, esta reforma creó la educación inicial y especial, así como también el bachillerato público y la enseñanza bilingüe para los quechuahablantes, promoviendo la construcción de escuelas en varias zonas del país. Los planteamientos de la Reforma Educativa fueron premiados en su oportunidad por la Unesco.

- En 1973 se dio el Reglamento de Educación Bilingüe[15] y, el 27 de mayo de 1975, por Decreto ley 21156, «se reconoció al quechua, al igual que el castellano, como lengua oficial de la República».[16] Se aprobó el Alfabeto básico general del Quechua por R.M. N.º 4023 del 16 de octubre de 1975.[17]

Otro aspecto importante de estas reformas fue la dignificación de la población humilde e indígena, que comenzó a tener mayor participación en la vida política y social mediante las reformas realizadas.
En el campo económico, la dictadura, además de imponer un mayor control estatal sobre las actividades productivas, alentó el desarrollo de la industria nacional mediante la restricción de las importaciones de manufacturas, lo cual produjo que en el país se crearan fábricas y se ensamblaran autos de distintas y prestigiosas marcas.

### Relevo institucional de 1975
El 5 de febrero de 1975, se produjo una huelga policial que generó revueltas y saqueos en el centro histórico de Lima, lo que creó malestar y precipitaría la caída de Velasco. Meses después, ocurrió el Tacnazo, un golpe de Estado mediante el cual se convirtió en presidente de facto el general Francisco Morales Bermúdez el 29 de agosto en 1975.

## Gobierno de Francisco Morales Bermúdez
Después del Tacnazo, el presidente Francisco Morales Bermúdez se dedicó a revertir las reformas velasquistas, sometiéndose a los requisitos del Fondo Monetario Internacional. Aplicó paquetazos y reprimió las protestas sociales que se incrementaron producto de la inflación.
Morales Bermúdez asumió un país en una grave crisis económica tras las reformas velasquistas. La economía no llegó a mejorar en medio de una creciente inflación y recesión, así como el incremento del desempleo. Esta situación indujo a un alto descontento social, donde muchas personas de la clase obrera, particularmente las más cercanas a los gremios obreros, llegaron a ver en cada acción del gobierno una reversión de la revolución militar hacia una sumisión frente a las indicaciones del FMI. Hacia 1977, ya se reportaban poblaciones que recurrieron a alimentos de aves como medio de subsistencia ante la crisis.[cita requerida]
Fruto del descontento social fueron dos paros generales convocados por sindicatos como la CGTP. El primer paro se realizó el 19 de julio de 1977 cuyo objetivo era reclamar una mejora de la situación laboral y salarial, y el segundo en mayo del año siguiente, con un pliego de reclamos más amplio.

### Plan Túpac Amaru
Era un programa similar al "Plan Inca" que tenía por objetivo consolidar el proceso revolucionario mediante importantes reformas postulando que en 1981 el poder retornaría a los civiles. El plan Túpac Amaru fue un plan económico empleado durante el gobierno del presidente Morales Bermúdez, como intento para acabar con la crisis económica. Se modificó la comunidad industrial del modelo implantado por el Gobierno de la Fuerza Armada que tanto problema le había traído al sector industrial. Estas medidas económicas-políticas fueron acompañadas por las limitaciones a la movilización de la masa trabajadora.

### Solución electoral
Ante esta presión, es convocada una Asamblea Constituyente en 1978, presidida por Víctor Raúl Haya de la Torre, líder histórico del APRA, la cual elaboró la Constitución de 1979, que fue el punto culminante y el reflejo de las reformas y procesos de cambio ocurridos a lo largo de estos años.
La dictadura finalizó con la convocatoria de las elecciones generales de 1980, en las que salió vencedor Fernando Belaúnde Terry. Este asumió el mando el 28 de julio de ese año. Su investidura simbolizó el regreso de la democracia y el final del reǵimen.
A fines de la dictadura militar, los crecientes problemas con el pago de la deuda externa y la ineficacia de la administración del Estado llevaron a la aparición de síntomas de crisis económica y a incubar problemas sociales que en años posteriores irían en aumento.

## Arte y cultura durante el régimen
Durante el gobierno de Velasco Alvarado, se realizó un fuerte impulso tanto al cine y como a la literatura de producción nacional. En este periodo alcanzaron prestigio internacional jóvenes escritores peruanos como Mario Vargas Llosa, Alfredo Bryce Echenique y Julio Ramón Ribeyro, quienes tienen como temática la realidad social del país. Además, aparecieron importantes iniciativas que masificaron la lectura en el Perú como la colección Populibros Peruanos, la cual publicó más de setenta títulos de literatura nacional e internacional, o la Biblioteca Peruana de PEISA, que reeditó libros de historia y análisis de la realidad del país.
Por otro lado, el cine de producción nacional tuvo un auge con temática indigenista gracias al financiamiento por parte de la dictadura a través del Sistema Nacional de Apoyo a la Movilización Social (Sinamos). Destacan películas como Runan Caycu (1973) de Nora de Izcue, que relata la lucha del líder indígena Saturnino Huillca y el docudrama Kuntur Wachana (1977) de Federico García Hurtado.
Las artes plásticas peruanas también fueron influenciadas por el régimen de facto. La Dirección de Promoción y Difusión de la Reforma Agraria, organismo del Estado, auspició el nacimiento del denominado pop achorado, diseñado por el artista Jesús Ruiz Durand. Esta corriente artística estuvo presnete en afiches, logotipos y hasta cómics en donde figuraba al campesino, al obrero y al indígena como protagonistas, tomando la estética del pop art y representando al indio peruano «achorado» (atrevido) como sinónimo de desafío e insolencia.

## Consecuencias
La gestión de Velasco en los primeros años del Gobierno Revolucionario transformó profundamente las estructuras sociales del Perú, constituyendo su principal legado. La extensa y radical reforma agraria acabó con el régimen de servidumbre que sufrían muchos indígenas en las haciendas peruanas. Así mismo, se reivindicó la identidad cultural indígena del país, el quechua se convirtió en lengua oficial del Perú y se hizo un esfuerzo para evitar la desaparición de lenguas indígenas.
En el plano económico, el gobierno militar acabó en una seria crisis económica, la estatización de las empresas petroleras, mineras, pesqueras, de los bancos y los medios de comunicación, crearon un inmenso aparato estatal que no pudo ser gestionado adecuadamente.
En el plano militar, se priorizó un fuerte gasto armamentístico, el Ejército y la Fuerza Aérea fueron modernizadas con la adquisición de fusiles, aviones, tanques y más material bélico proveniente de la Unión Soviética. Perú obtuvo una de las fuerzas armadas mejor equipadas de la región para finales de la dictadura.